# Berwang
Berwang é um município da Áustria, situado no distrito de Reutte, no estado do Tirol. Tem 42,69 km² de área e sua população em 2019 foi estimada em 564 habitantes.